# ميرتون إي. ديفيز
ميرتون إي. ديفيز (بالإنجليزية: Merton Davies) هو مهندس وعالم فلك أمريكي، ولد في 13 سبتمبر 1917، وتوفي في 17 أبريل 2001 في سانتا مونيكا في الولايات المتحدة.